# Ʊ

Možnost zapsání upsilonu (Ʊ)

Ʊ (minuskule ʊ) je speciální písmeno latinky. Nazývá se upsilon. Používá se především v západoafrických jazycích, konkrétně v jazycích kabiye (asi 1 200 000 mluvčích v Togu, Ghaně a Beninu), agni (asi 860 000 mluvčích na Pobřeží slonoviny a v Ghaně), anii (asi 45 900 mluvčích v Beninu a Togu), foodo (asi 25 000 mluvčích v Beninu), lokpa (asi 50 000 mluvčích v Beninu a Togu), konni (asi 5000 mluvčích v Ghaně), tem (asi 307 000 mluvčích v Beninu, Ghaně a Togu) a yom (asi 750 000 mluvčích v Beninu, Nigérii a Mali). Kromě afrických jazyků se taktéž používá v ohroženém jazyce comox, používaném asi 400 lidmi v Kanadě. Má vlastní znak v IPA a čte se jako téměř zavřená téměř zadní zaokrouhlená samohláska (ʊ). Může být reprezentováno jako obrácená omega a bývá často zaměňováno s písmenem Ʋ (minuskule ʋ). Existují i jiné varianty tohoto písmena: Ʊ́ʊ́, Ʊ̀ʊ̀, Ʊ̱ʊ̱, Ʊ̃ʊ̃ a Ʊ̰ʊ̰. V Unicode má majuskulní tvar kód U+01B1 a minuskulní U+028A.